# La revancha del tango
La revancha del tango è il primo album registrato in studio dei Gotan Project
Il brano Época è stato utilizzato nella pubblicità delle lavastoviglie Finish nel 2008.

## Tracce
Tutti i brani sono stati composti da Philippe Cohen Solal, Cristoph H. Müller e Eduardo Makaroff, eccetto dove indicato
1. Queremos paz
2. Época
3. Chunga's Revenge (Frank Zappa)
4. Tríptico
5. Santa Maria (del Buen Ayre)
6. Una música brutal
7. El capitalismo foráneo (Philippe Cohen Solal, Cristoph H. Müller, Avelino Flores)
8. Last tango in Paris (Gato Barbieri)
9. La del ruso
10. Vuelvo al sur (Astor Piazzolla, Fernando E. Solanas)